# Raxenbach (Große Krems)
Der Raxenbach ist ein rechter Zubringer zur Großen Krems bei Armschlag in Niederösterreich.
Der Raxenbach entspringt im Waldgebiet nördlich von Haiden und fließt von dort in Richtung Norden auf Neuhof zu und passiert den Ort an seiner östlichen Seite. Danach nimmt er rechts den aus Ottenschlag kommenden Ottenschlager Bach auf und später den Fischwaldgraben. Die Blütenmühle und die Trausmühle nutzten früher die Kraft des Wassers und nahe der Mündung in die Große Krems befindet sich noch ein ehemaliges Hammerwerk.  Sein Einzugsgebiet umfasst 8,9 km² in teilweise bewaldeter Landschaft.